# Donáth Lipót
Donáth Lipót, külföldön Leopold Donath (Vágújhely, 1845 – Güstrow, 1876) rabbi.

## Élete
1876-ban Israel Hildesheimer (1820–1899) rabbi tanítványa volt, majd elvégezte a Berlini Egyetemet és Güstrowban lett rabbi. Tanulmányai a Berliner-féle Magazin für jüdische Geschichte und Litteraturban jelentek meg.

## Önálló művei
- Die Alexandersage in Talmud und Midrasch (Fulda, 1873)
- Geschichte der Juden in Mecklenburg von den ältesten Zeiten bis zur Gegenwart (Lipcse, 1874)
- Aus der Zeit auf der Kanzel (öt hitszónoklat, Fulda, év nélkül)